# Риггер
Риггер — специалист, прошедший специальный курс обучения по укладке, обслуживанию и ремонту парашютной техники.
Как правило, риггеры предоставляют услуги по укладке запасных парашютов, мелкому ремонту ранцев и основных куполов, доработке частей парашютной системы по бюллетеням (указаниям) производителей.
В военной авиации, ВДВ и морской пехоте для выполнения данных работ существует Парашютно-десантная служба (ПДС).
Средствами аварийного покидания самолётов (катапультными креслами и их системами) занимаются технические специалисты группы САПС (Системы аварийного покидания и спасения).